# Neoplocaederus nitidipennis
Neoplocaederus nitidipennis là một loài bọ cánh cứng trong họ Cerambycidae.